# 顾德欢
顾德欢（1912年9月—1993年7月21日），又名张瑞昌，男，江苏青浦县青浦镇东三公里的上达桥村人，中华人民共和国政治人物，曾任浙江省副省长。

## 生平
考入上海的交通大学电机系。1931年九一八事变后，顾德欢参加地下党领导的交通大学学生救亡委员会任委员，两次参加上海学生赴南京请愿团，被学校除名。1932年患肺结核、肋膜炎在家养病期间，阅读大量马克思主义著作和革命书刊。1934年夏进入青岛国立山东大学物理系读书。1935年因参加学生运动被学校以缺课太多逼其退学。1936年6月，经陈延广和胡乔木介绍加入中国共产党。参与全国学联的筹建工作，任全国学联党团委员。1936年秋，党组织派遣其考入北平燕京大学，在燕大参加了中华民族解放先锋队总队部宣传部长，并在燕大地下党支部工作。
1937年抗战爆发后，由党组织安排回上海工作，任中共江苏省委难民工作委员会委员（公开身份是民德收容所副主任）。1938年冬，中共江苏省委决定成立中共青东工作委员会，任书记，负责领导上海周围地区工作。后任青昆嘉中心县委书记、淞沪中心县委书记、路南特委书记等职。1942年7月，受党组织派遣，从浦东带部队到浙东，参与领导开辟浙东抗日根据地，先后任浙东区党委委员、宣传部长，《新浙东报》社社长等职。
1945年10月新四军浙东游击纵队北撤后，任新四军第一纵队政治部宣教部长。1946年调回上海，任中共淞沪委员会书记、中共上海局外县委员会委员。1947年1月以中共上海分局代表的身份到浙东指导工作。1948年1月，任中共浙东临工委书记，领导浙东的人民游击战争。1948年8月，率部外线出击台属地区。1949年4月任浙东人民解放军第二游击纵队政委。1949年5月任中国人民解放军杭州市军事管制委员会文教部长、中国人民解放军宁波市军事管制委员会副主任，中共宁波地委副书记、书记。
中华人民共和国成立后，任浙江省工矿厅厅长。1950年任浙江省委委员、浙江省财经委员会主任。1952年12月任浙江省委常委。1955年任浙江省计划委员会主任。1956年初任浙江省委工业交通部长，分管工交口各厅工作。1956年6月当选浙江省副省长。1956年当选中共八大代表。1956年8月调中国科学院，任中国科学院电子学研究所筹备组组长，所党委书记兼所长（1956年-1978年）。“文革”中受迫害。1978年，落实政策后调中国科学院机关，参与领导筹建学术领导机构和恢复学部的工作。1979年任中科院党组成员、顾问。1982年离职休养。

## 家人
- 父亲顾来宾早年亡故
- 母亲张素琴，积极支持并掩护其子和地下党工作。曾出售祖传田产400多亩充作党的经费。